# Bitwa pod Słupczą
Bitwa pod Słupczą – jedna z bitew powstania styczniowego, stoczona 8 lutego 1863 roku, zakończona klęską powstańców.
Naciskana przez Rosjan partia powstańcza Leona Frankowskiego i burmistrza Markuszowa Antoniego Zdanowicza wyszła w końcu stycznia 1863 roku z Kurowa, udając się na południe. Zgrupowanie dotarło do Sandomierza, wkrótce potem wyszło jednak z miasta, wydając ścigającym je wojskom rosyjskim bitwę pod Słupczą. Podpułkownik Miednikow z dwoma kompaniami piechoty i półsotnią kozaków rozpędził najpierw główne siły powstańców, potem w Dwikozach rozbił ich straż tylną i uciekinierów z pola bitwy. Ranny w bitwie Leon Frankowski ukrywał się pod fałszywym nazwiskiem w Sandomierzu, ale został ujęty i odstawiony do Lublina, a Zdanowicz sam zgłosił się dobrowolnie do władz rosyjskich.
Rosyjski historyk Nikołaj Berg pisze o 100 poległych Polakach, a także o zabraniu jeńców i dwóch furgonów kuchennych. Natomiast według akt metrykalnych parafii Góry Wielkie, w Dwikozach znaleziono 38 ciał mężczyzn, a w aktach metrykalnych parafii katedralnej w Sandomierzu odnotowano odnalezienie kolejnych 4 ciał, również w Dwikozach. Poległych pochowano w zbiorowej mogile w Dwikozach. W tym miejscu znajduje się pomnik.